# Wilga brązowa
Wilga brązowa (Oriolus phaeochromus) – gatunek średniej wielkości ptaka z rodziny wilgowatych (Oriolidae). Występuje endemicznie na wyspie Halmahera w północnych Molukach (Indonezja). Nie jest zagrożony wyginięciem.
SystematykaGatunek ten opisał George Robert Gray w 1861 roku na łamach czasopisma „Proceedings of the Zoological Society of London”. Nadał on temu ptakowi nazwę Oriolus phæochromus, a jako miejsce typowe wskazał wschodnią część wyspy Halmahera (wówczas nazywanej Gilolo). Holotyp pochodził z kolekcji zebranej na Molukach przez Alfreda Russela Wallace’a i przesłanej przez niego do Wielkiej Brytanii. Nie wyróżnia się podgatunków.
MorfologiaDługość ciała około 26 cm. Obie płcie są do siebie podobne. Upierzenie jest mniej więcej równomiernie ciemnobrązowe, nieco jaśniejsze i z bardziej szarym odcieniem na twarzy, od podbródka do piersi i boków szyi oraz na lotkach i ogonie; lotki pierwszego rzędu mają jasnobrązowe krawędzie. Tęczówka jest ciemnobrązowa; dziób i nogi czarne.
EkologiaZamieszkuje głównie subtropikalne lub tropikalne lasy nizinne, rzadziej tereny rolnicze. Spotykany do wysokości 1200 m n.p.m. Jego pożywienie stanowią stawonogi i drobne owoce. Żeruje zazwyczaj pojedynczo, czasem w parach, od środkowych partii lasów po korony drzew; niekiedy dołącza do mieszanych stad ptaków. Przynajmniej do 2008 roku brak było informacji o rozrodzie.
StatusIUCN uznaje wilgę brązową za gatunek najmniejszej troski (LC, Least Concern) nieprzerwanie od 1988 roku. Liczebność populacji nie została oszacowana, ale ptak ten opisywany jest jako umiarkowanie pospolity. Ze względu na brak dowodów na spadki liczebności bądź istotne zagrożenia dla gatunku BirdLife International ocenia trend liczebności populacji jako prawdopodobnie stabilny.